# 1589 Fanatica
1589 Fanatica este un asteroid din centura principală, descoperit pe 13 septembrie 1950, de Miguel Itzigsohn.